# Alphonse Trémeau de Rochebrune
Alphonse Tremeau de Rochebrune (Saint-Savin, 18 settembre 1836 – Parigi, 23 aprile 1912) è stato un botanico e zoologo francese.

## Biografia
Figlio di un curatore del Museo di Angoulême, decide intraprendere gli studi medici affiancandoli alla carriera nella sanità militare dell'esercito francese, laureandosi in medicina all'Università di Parigi, specializzandosi in chirurgia e raggiungendo il grado di Aide-major (aiutante maggiore) nel 1870. Dopo aver conseguito il dottorato di ricerca nel 1874, si reca a Saint-Louis, nel Senegal, a quel tempo parte dell'Impero coloniale francese. Nella nazione dell'Africa occidentale passerà in seguito numerosi anni, scrivendo trattati su flora e fauna della regione della Senegambia (Faune de la Sénégambie).
Nel 1878 entrò al Museo nazionale di storia naturale di Francia, Parigi, come assistente nel laboratorio di antropologia, per poi sostituire Victor Bertin dopo la sua morte, 1880, come assistente naturalista nel laboratorio di molluschi, vermi e zoofiti. Mantenne questo incarico fino al suo pensionamento nel 1911. Nelle centocinquanta pubblicazioni si occupò di una varietà di argomenti, dalla geologia alla paleontologia, dalla botanica alla malacologia. Tra queste il Catalogue des plantes phanérogames qui croissent spontanément dans le département de la Charente (catalogo delle piante da fiore selvatiche del dipartimento della Charente), edito nel 1860 e scritto con la collaborazione di Paul Alexandre Savatier.
Tra il 1882 e il 1883, Rochebrune partecipò a una spedizione scientifica nell'Oceano Meridionale e a Capo Horn, insieme al malacologo Jules François Mabille, durante la quale raccolsero e successivamente descrissero molte nuove specie di molluschi. Nel 1889, Rochebrune pubblicò i resoconti delle sue ricerche. Gran parte delle ricerche successive di Rochebrune riguardarono la crescita nella conoscenza dei molluschi..
Rochebrune fu anche lo scopritore di una lampada del Paleolitico, nelle grotte di La Chaire a Calvin, nel dipartimento della Charente..
| Rochebr. è l'abbreviazione standard utilizzata per le piante descritte da Alphonse Trémeau de Rochebrune. Consulta l'elenco delle piante assegnate a questo autore dall'IPNI. |

| Rochebrune è l'abbreviazione standard utilizzata per le specie animali descritte da Alphonse Trémeau de Rochebrune. Categoria:Taxa classificati da Alphonse Trémeau de Rochebrune |